# 동부교통
동부교통(東部交通)은 태영운송그룹 계열 경상남도 김해시 자회사이자 경상남도 김해시 골든루트로66번길 143 (풍유동)에 본사를 둔 시내버스 운송 업체이다. 주로 김해 시내 순환노선과 일부 읍면노선을 운행한다.
계열사로는 공항버스 업체인 태영공항리무진, 태영버스(부산광역시 소재)와 김해시 시내버스 업체인 가야IBS를 두고 있다. 2000년 3월 2일 설립되어 2001년 태영운송그룹에 인수되었다. 2008년 6월 1일 회사를 동부교통과 김해BUS로 분할, 현재에 이르고 있다.

## 차고지
- 본사: 경상남도 김해시 골든루트로66번길 143 (풍유동) (4번,56번,58-1번,60번,61번,72번,82번,100번 시종착)
- 외동 영업소: 경상남도 김해시 전하동 7-6 (2번,2-1번,7번,44번 시종착)

## 운행 노선

### 풍유동 차고지[1](본사) 노선
- ● 4번: 풍유동공영차고지 - 김해보건소 - 김해세무서 - 김해시청 - 불암동사무소 - 식만 - 가락 (2017년 5월 3일부터 주말/공휴일 왕복 3회 부산경남경마공원(렛츠런파크)으로 연장)
- ● 56번: 풍유동공영차고지 - 외동터미널(봉황역) - 김해세무서[2] - 동신A - 명동 - 한림면사무소 - 주호 - 진영시외터미널
- ● 58-1번: 풍유동공영차고지 - 외동터미널(봉황역) - 김해세무서 - 동신A - 명동 - 한림면사무소 - 모정
- ● 60번: 풍유동공영차고지 - 외동터미널(봉황역) - 김해세무서[2] - 매정 - 삼계정수장 - 나전공단 - 생림면사무소 - 무척산 - 마사
- ● 61번: 풍유동공영차고지 - 외동터미널(봉황역) - 김해세무서[2] - 매정 - 삼계정수장 - 나전공단 - 생림면사무소 - 무척산 - 도요
- ● 72번: 풍유동공영차고지 - 외동터미널(봉황역) - 금강병원 - 매정 - 삼계정수장 - 나전공단 - 소락 - 상동면사무소 - 봉암 - 매리 (2015년 6월 6일 71번과 통합)
- ● 82번: 풍유동공영차고지 - 김해보건소 - 김해세무서 - 김해시청 - 선암 - 대동면사무소 - 안막2구 - 덕산 - 소감 - 매리
- ● 100번: 풍유동공영차고지 - 칠산서부동사무소 - 외동터미널(무접마을) - 내외신도시 - 연지공원 - 현대병원 - 활천고개 - 인제대학교 - 김해대학교 (전 차량 저상버스 운행)

### 외동 영업소 노선
- ● 2번: 외동터미널 → 내외신도시 → 김해교육지원청 → 금강병원 → 김해시청 → 초선대 → 한일여고 → 삼방시장 → 인제대 → 어방동 → 김해시청 → 금강병원 → 김해교육지원청 → 내외신도시 → 외동터미널
- ● 2-1번: 외동터미널 → 내외신도시 → 김해교육지원청 → 금강병원 → 김해시청 → 초선대 → 계내마을 → 삼방시장 → 인제대 → 어방동 → 김해시청 → 금강병원 → 김해교육지원청 → 내외신도시 → 외동터미널 (전 차량 저상버스 운행)
- ● 7번: 외동차고지 → 외동축협 → 김해교육지원청 → 금강병원 → 김해시청 → 어방동 → 인제대 → 삼방시장 → 인제대 → 한일여고 → 초선대 → 김해시청 → 금강병원 → 김해교육지원청 → 외동축협 → 외동차고지
- ● 44번: 외동차고지 - 김해보건소 - 동상동 - 김해세무서 - 김해여객터미널 - 칠산주민복지센터 - 장유농협 - 진례파출소 - 진영시외주차장 - 진영중학교 - 진영자이아파트 - 진영중앙초등학교 - 진영이진캐스빌 - 진영공설운동장 (출퇴근 시간대에 진영 죽곡공단 경유)

### 이전 보유 노선
- ● 71번: 외동터미널 - 금강병원 - 매정 - 삼계정수장 - 나전공단 - 소락 - 상동면사무소 - 봉암 (2015년 6월 6일 72번(매리행) 노선과 통합)

## 보유 차량

#### 자일대우버스
- 자일대우 NEW BS106
- 자일대우 NEW BS110

#### 현대자동차
- 현대 일렉시티 FCEV (김해시 최초 연료 전지 버스)

#### 우진산전
- 우진산전 아폴로 1100

#### 골든 드래곤
- 골든 드래곤 GD 11

## 같이 보기
- 가야IBS
- 태영버스